# Молдавіти

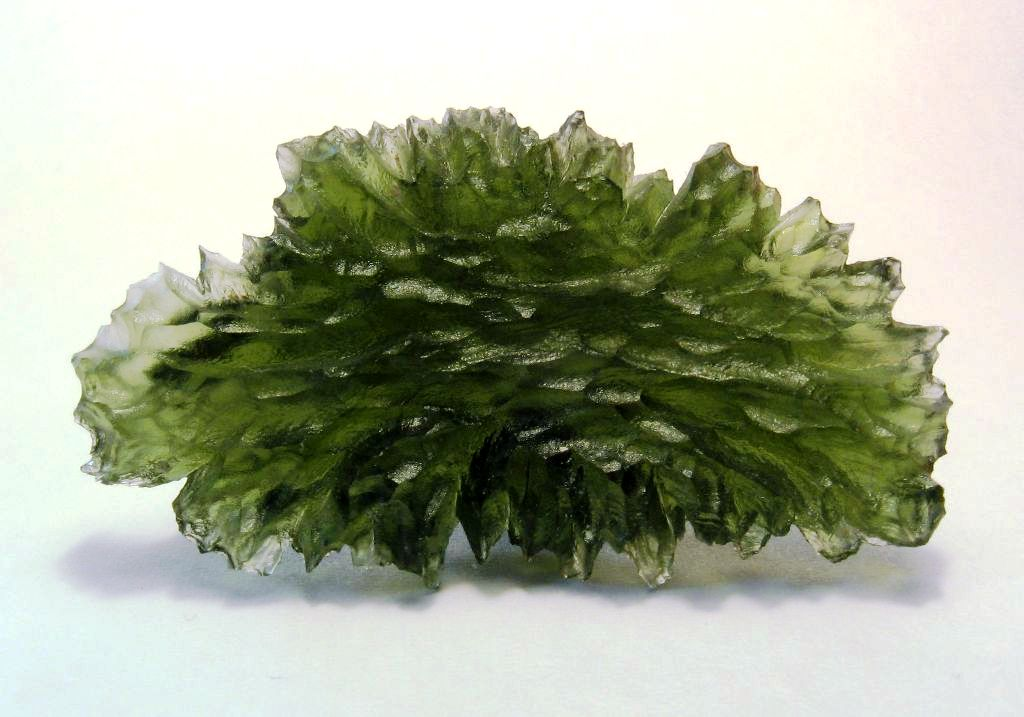
Молдавіт

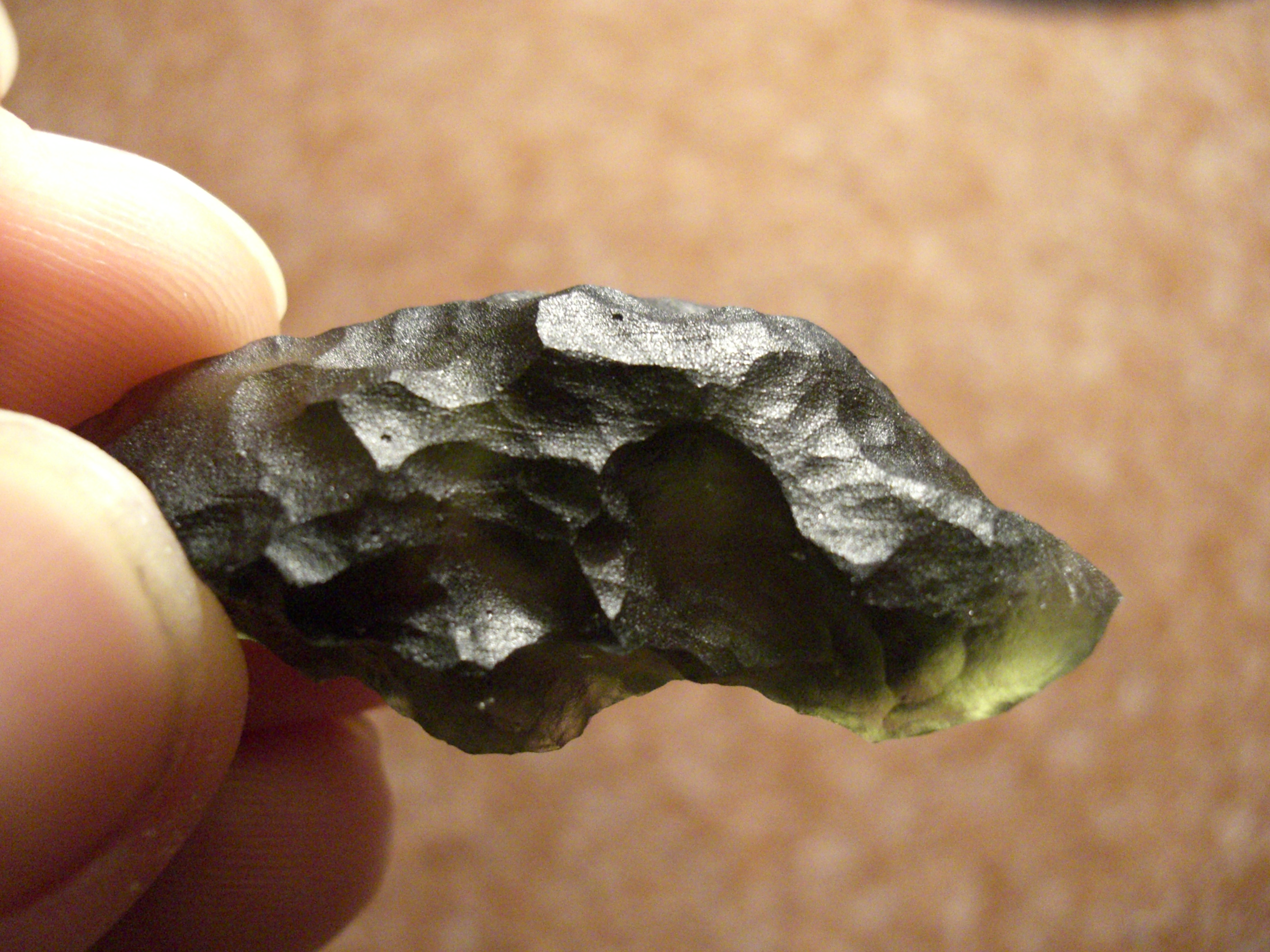
Молдавіт

Молдаві́ти або пляшкові камні — склоподібні кременисті природні тіла з групи імпактитів, один із видів тектитів. Колір зелений, коричневий, до чорного. Твердість 5,0 — 6,0. Густина = 2,3. У Чехії має назву «влтавін».
Походження пов'язане з падінням метеоритів. Свою назву отримали від німецької назви (Moldau) річки Влтави, неподалік якої були вперше знайдені. Під дією величезної температури, що виділилася у результаті перетворення кінетичної енергії, гірську породу, що прийняла на себе удар метеорита, розплавило і підкинуло у повітря. В результаті її застиглі шматочки розсіяло на території радіусом в декілька сотень кілометрів. Поверхня молдавіту структурована, вкрита шрамами, розмір шматків рідко перевищує 3 см.
Друга версія походження: Молдавіт — це не перетворення земних частинок після падіння метеорита, а не що інше, як залишки осколків комети, котра не догоріла в атмосфері 15 млн років тому. Якщо детально досліджувати молдавіт, то його склад сильно відрізняється від інших видів скла вулканічного походження, а колір не зовсім схожий з тектитом (для тектиту характерні темні відтінки від червоного до чорного). На поверхні молдавіту можна побачити величезну кількість нерівностей, горбиків — це пов'язано з тривалим впливом природи на цей камінь.
Зазвичай молдавіти шліфуються та використовуються як намиста або кулони.